# Rocksteddy
I Rocksteddy sono un gruppo alternative rock filippino fondato nel 2003 e composto da 4 membri: Teddy Corpuz (chitarra e voce), Juven Pelingon (chitarra), Christian Sindico (basso e voce secondaria) e Jeff Cucullo (batteria).
In precedenza il gruppo era formato da 5 membri, ma uno di questi, Howie Ramos, è stato costretto a lasciare la band nel 2009 per motivi personali.

## Discografia

### Album studio
- Tsubtsatagilidakeyn - 2006
- Patipatopanabla - 2007
- Ayos Lang Ako - 2008

### Album di collaborazione
- Kami nAPO Muna (Universal Records, 2006)
- The Best Of Manila Sound: Hopia Mani Popcorn (Viva Records, 2006)

### Singoli
- "Ayan Tuloy"
- "Ayos Lang Ako"
- "Bale Wala"
- "Blue Jeans"
- "Boy Kulot"
- "Break Na Tayo"
- "Brokenfriend"
- "Gising Na"
- "Imposible"
- "Kung Fu Fighting" (feat. Gloc 9)
- "Kung Wala Na Tayo"
- "Lagi Mo Na Lang Akong Dinededma"
- "Leslie"
- "Love Is Ur Bullet"
- "Magpakailanman"
- "No Touch"
- "Non-stop Summer"
- "Playing Safe"
- "Salamat Sa Mga Ugat"
- "Sing-Sing Bulate"
- "Skulin Bukulin"
- "Smile At Me"
- "Street Vending Love Poetry"
- "Super Nova"
- "Superhero"
- "Tara"
- "Wag Kang Malulungkot"